# Oligia dubia
Oligia dubia är en fjärilsart som beskrevs av Heydemann 1942. Oligia dubia ingår i släktet Oligia och familjen nattflyn. Inga underarter finns listade i Catalogue of Life.